# Thomas Kisser
Thomas Kisser ist ein deutscher Philosoph und wissenschaftlicher Mitarbeiter an der Bergischen Universität Wuppertal.

## Leben
Kisser studierte an der Ludwig-Maximilians-Universität München Philosophie und wurde dort promoviert. Zusammen mit Jörg Jantzen u. a. hat er an der historisch-kritischen Friedrich-Wilhelm-Joseph-Schelling-Ausgabe gearbeitet. Er war wissenschaftlicher Mitarbeiter der Schelling-Kommission der Bayerischen Akademie der Wissenschaften.
Kisser ist 1. Geschäftsführer des Internationalen Fichte-Forschungszentrums (IFF) an der Bergischen Universität Wuppertal. Er ist ein Kenner von Baruch de Spinoza sowie Schelling- und Johann-Gottlieb-Fichte-Experte und hat sich intensiv mit den Arbeiten von Gilles Deleuze beschäftigt.
Zurzeit (Stand März 2024) arbeitet Kisser an einem DFG-Projekt zu Schellings Idee des Menschen.

## Persönliches
Kisser hat einen erwachsenen Sohn.

## Schriften
- Selbstbewusstsein und Interaktion. Spinozas Theorie der Individualität. Königshausen & Neumann, Würzburg 1998, ISBN 3-8260-1498-7.
- (Hrsg.): Friedrich Wilhelm Joseph Schelling: Band III,2,1-2: Briefwechsel 1800–1802. frommann-holzboog Verlag, Stuttgart 2010, ISBN 978-3-7728-1910-0.
- (Hrsg.): mit Katrin Wille: Spinozismus als Modell. Deleuze und Spinoza. Wilhelm Fink Verlag, Paderborn 2019, ISBN 978-3-7705-6431-6.
- (Hrsg.): mit Martin Bollacher, Manfred Walther, Ein neuer Blick auf die Welt. Spinoza in Literatur, Kunst und Ästhetik, Königshausen & Neumann, Würzburg 2009.
- (Hrsg.): Metaphysik und Methode. Descartes, Spinoza, Leibniz im Vergleich. (= Studia Leibnitiana. Sonderheft. Band 39). Franz Steiner Verlag, Stuttgart 2010, ISBN 978-3-515-09736-9.
- (Hrsg.): mit Michael Schnepf, Robert Schnepf, Marcel Senn, Jürgen Stenzel: Transformation der Metaphysik in die Moderne. Zur Gegenwärtigkeit der theoretischen und praktischen Philosophie Spinozas – Manfred Walther zum 65. Geburtstag. Königshausen & Neumann, Würzburg 2003, ISBN 3-8260-2645-4.
- (Hrsg.): mit Daniela Rippl, Marion Tiedtke, Angst. Dimensionen eines Gefühls. Wilhelm Fink, München 2011, ISBN 978-3-7705-4703-6.
- (Hrsg.): Bild und Zeit. Temporalität in Kunst und Kunsttheorie seit 1800. Wilhelm Fink Verlag, München 2011, ISBN 978-3-7705-4806-4.
- (Hrsg.): mit Etienne Balibar, Robert Schnepf, Hans Seidel,  Horst Seidl, Manfred Walther: Freiheit und Notwendigkeit. Ethische und politische Aspekte bei Spinoza und in der Geschichte des (Anti-)Spinozismus. Königshauses & Neumann, Würzburg 1994, ISBN 3-88479-951-7.
- (Hrsg.) mit Thomas Leinkauf: Intensität und Realität. Systematische Analysen zur Problemgeschichte von Gradualität, Intensität und quantitativer Differenz in Ontologie und Metaphysik. De Gruyter Verlag, Berlin 2016, ISBN 978-3-11-034484-4.